# Привал мандрівників
«Привал мандрівників» (рос. «Привал странников») — російський радянський художній фільм 1990 року режисера Олександра Бланка за мотивами роману Анатолія Степанова «Привал мандрівників».

## Сюжет
Літо 1990 року. Полковник МУРу у відставці Олександр Іванович Смирнов приїжджає з Криму в Москву поклопотати за пенсію.

## У ролях
- Юрій Стосков
- Георгій Кавтарадзе
- Ігор Богодух
- Олексій Симановський
- Юрій Соломін
- Михайло Волков
- Сергій Проханов
- Анатолій Равикович
- Олександр Бордуков
- Володимир Борисов
- Павло Бєлозьоров
- Валерія Устинова
- Сергій Балабанов
- Ігор Воробйов
- Борис Гітін
- Валентин Голубенко
- Геннадій Матвєєв
- Володимир Чуприков
- Юрій Шерстньов
- Андрій Щербовіч-Вечір
- Сергій Яковлєв

## Творча група
- Сценарій: Анатолій Степанов
- Режисер: Олександр Бланк
- Оператор: Темерлан Зельма
- Композитор: Семен Сон